# Ребецн

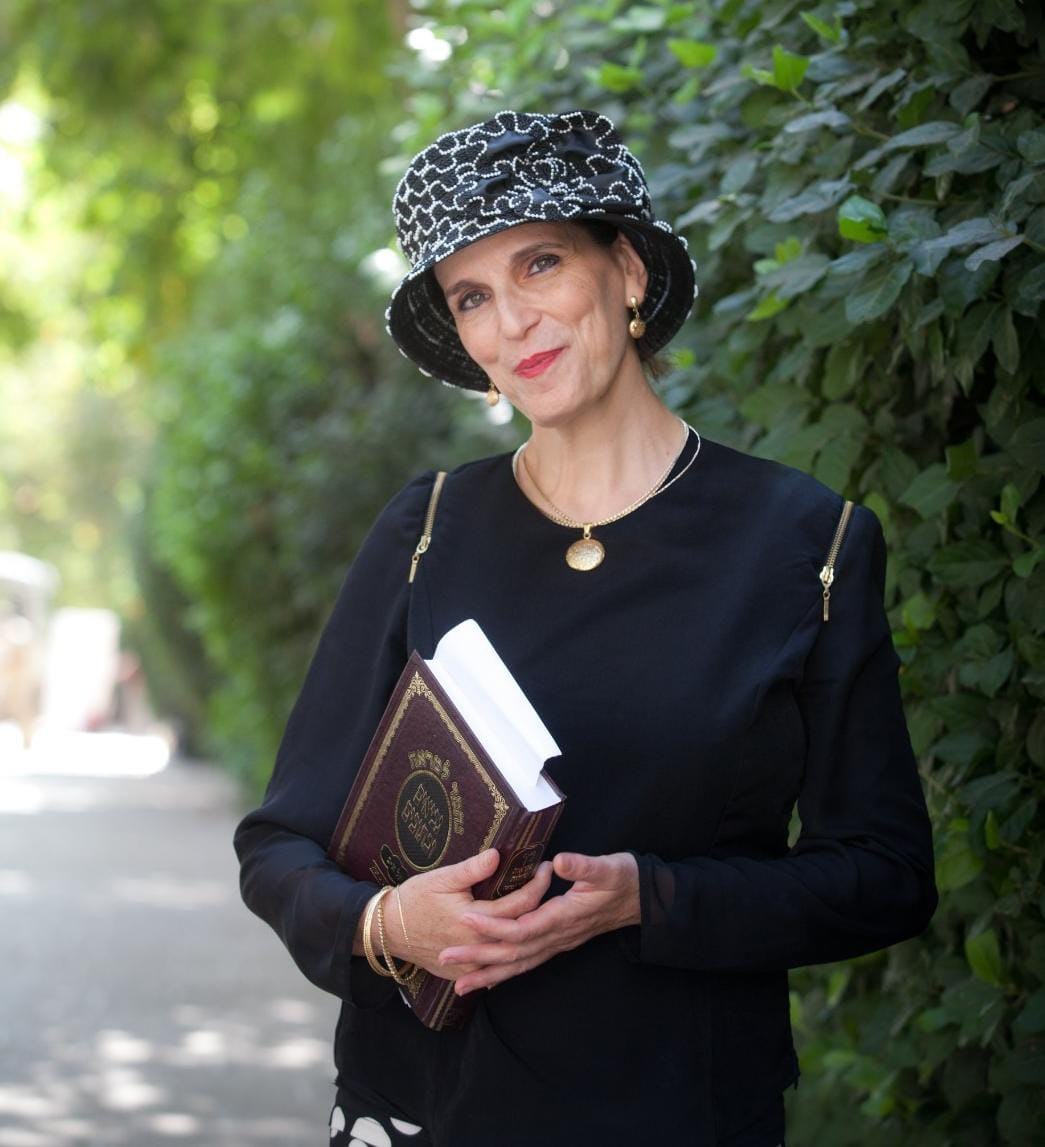
Рабаніт Єміма Мізрахі. Жіночий Магід, та рабинська (юдейська) адвокатка юдейського суду у сфері сімейного права, під час лекції.

Ре́бецн, ребицин (їд.: רביצין) або раббані́т (ів.: רַבָּנִית) — це почесний титул для жінки, яка керує, навчає або наставляє громадськість в юдаїзмі. Найчастіше використовується для позначення дружини Рабина, як першої леді громади, рідше для великої знавчині та вчительки з юдаїзму.

## Етимологія
Термін «Ребецн» походить від івритського слова «Ребе» (Раббі - רבי), українського жіночого суфікса -иц-(-я) та їдишського жіночого суфіксу  ין- (ін/ин), і буквально означає — дружина рабина. В сучасному івриті з'явилось слово Рабаніт.

## Роль в євреській громаді
Зазвичай така жінка має юдеську традиційну освіту окрім загальної, досвід роботи із дітьми, та до заміжжя займається волонтерською діяльністю поза межами свого міста або країни. Ребецн відіграє важливу роль у житті громади, підтримуючи Рабина та виконуючи різні функції, такі як навчання, наставництво, благодійність та соціальна робота. Також для Рабаніт притаманно створювати жіночі клуби при громаді, де жінки мають змогу приємно проводити час, відвідувати культурні та релігійні місця. Вона також мусить знати дуже багато, майже на рівні з своїм чоловіком (іноді навіть більше), оскільки до неї звертаються жінки із запитаннями з якими не можуть звернутись до Рабина, наприклад про те, що відноситься до подружнього обов'язку. 
Важливо зазначити, що Ребецн не є релігійним лідером у традиційному розумінні, як рабин.
Раніше існував термін Рабаніт-ѓадаршаніт, у громаді доволі часто обіймали таку посаду дружини рабинів, бо добре володіли юдейськими мовами і були досить грамотними, що було рідкістю серед багатьох жінок того часу. Рабаніт-гадаршаніт стояла біля Арон га-Кодеш і стежила за чоловіками, що молилися, а потім вимовляла слова молитви вголос для всіх жінок, щоб ті повторювали за нею. Становище рабаніт-гадаршаніт офіційно утвердилося до 1700 року, коли деякі духовні наставниці писали молитви для жінок, щоб вони вимовляли їх у певні свята. Дружина рава часто відповідала за зміст синагоги, вона шила завісу для ковчега Завіту, готувала свічки для Шабату і свят, та збирала кошти на утримання синагоги, тощо. Ребецн та синагога надовго скріплені єдиним і безперервним історичним зв'язком..